# Antoine Resche
Antoine Resche, né le 26 avril 1990 à Tulle (Corrèze), est un docteur en histoire contemporaine, vulgarisateur historique et rédacteur en chef français.

## Biographie

### Enfance et formation
Antoine Resche est né le 26 avril 1990. Originaire de Tulle en Corrèze, il commence ses études à l'université de Limoges. Ses travaux de master sont supervisés par l'historienne Clotilde Druelle-Korn,.
Sa thèse, consacrée à l’exploitation de la ligne de l’Atlantique Nord par trois compagnies maritimes aux XIXe et XXe siècles, a été soutenue en 2016 à l’université de Nantes et publiée en 2021 par les Presses universitaires de Nouvelle Aquitaine,,,,. Elle a été soutenue sous la direction de Michel Catala et de Brunot Marnot.

### Carrière

#### En tant que président de l'association française du Titanic
Il est le président de l'Association Française du Titanic. Il est également l’un des rédacteurs en chef de sa revue, Latitude 41, depuis 2012.
Il intervient dans les médias pour vulgariser et réfuter certaines théories du complot ayant trait au Titanic,.
Il est également intervenu au sujet du développement du jeu vidéo Titanic : Honor and Glory,,.

#### En tant que vidéaste
Antoine Resche devient à l’été 2014 co-auteur des chroniques Doxa de la chaîne de Dany Caligula.
Il commence à vulgariser la discipline historique sous le pseudonyme d'Histony en 2015, pendant ses études universitaires,,,,. Il partage le montage avec Loma.

### Vie privée
Resche a été diagnostiqué autiste à l’âge adulte.

## Publications
- Antoine Resche, L’exploitation de la ligne de l’Atlantique nord par les compagnies françaises et britanniques (1890-1940), 2016
- Yann Werdefroy et Antoine Resche, Les phares de Nouvelle-Aquitaine, La Geste, 2022, 185 p. (ISBN 979-10-353-1557-3)
- Antoine Resche, Comprendre la Révolution française, livre électronique
- Antoine Resche, Le "Titanic": de l'histoire au mythe, la Geste, 2022 (ISBN 978-2-37109-125-2)
- Antoine Resche, Une ligne mythique: paquebots français et britanniques sur l'Atlantique Nord entre 1890 et 1940, Geste éditions, 2021 (ISBN 9782371091009)

## Participation à des ouvrages collectifs
- Antoine Resche (coodirigé avec Virignie Chaillou-Atrous et Jean-François Klein) Les négociants européens et le monde PUR, 2016

## Traductions
- (en) Lawrence Beesley (trad. Antoine Resche), LA DISPARITION DU SS TITANIC [« The Loss Of The SS "Titanic" »]